# 996
| Calendário gregoriano                                                        | 996 CMXCVI                                           |
| Ab urbe condita                                                              | 1749                                                 |
| Calendário arménio                                                           | 445 – 446                                            |
| Calendário bahá'í                                                            | -848 – -847                                          |
| Calendário budista                                                           | 1540                                                 |
| Calendário chinês                                                            | 3692 – 3693 Início a 23 de janeiro (aproximadamente) |
| Calendário copta                                                             | 712 – 713                                            |
| Calendário etíope                                                            | 988 – 989                                            |
| Calendários hindus - Vikram Samvat - Calendário nacional indiano - Cáli Iuga | 1051 – 1052 917 – 918 4096 – 4097                    |
| Calendário Holoceno                                                          | 10996                                                |
| Calendário islâmico                                                          | 386 – 387                                            |
| Calendário judaico                                                           | 4756 – 4757                                          |
| Calendário persa                                                             | 374 – 375                                            |
| Calendário rúnico                                                            | 1246                                                 |
| Calendário solar tailandês                                                   | 1539                                                 |

996 (CMXCVI na numeração romana) foi um ano bissexto do século X do Calendário Juliano, da Era de Cristo, teve início a uma quarta-feira e terminou a uma quinta-feira e as suas letras dominicais foram E e D (53 semanas).
No território que viria a ser o reino de Portugal estava em vigor a Era de César que já contava 1034 anos.
| Ano completo                           |
| -------------------------------------- |
| Ano bissexto com início à quarta-feira |

## Eventos
- Roberto II de França sucede a Hugo Capeto no trono da França e casa-se com Berta da Borgonha

## Mortes
- 24 de Outubro - Hugo Capeto, rei dos Francos (n.938)
- 20 de Novembro - Ricardo I da Normandia n. 933.